# Éneás
Az Éneás görög mitológiai Aineiasz latin Aeneas formájából származik.

## Gyakorisága
Az 1990-es években szórványos név, a 2000-es években nem szerepel a 100 leggyakoribb férfinév között.

## Névnapok
- február 27.,[2] szökőévben február 28.
- október 30.[2]
- november 7.[2]

## Híres Éneások
- Enea Lanfranconi (1850–1895) olasz mérnök, a Magyar Történelmi Társulat alapító tagja
- Enea Silvio Piccolomini (vagy Aeneas Sylvius Piccolomini), több történelmi személy neve